# 2004 dans le catholicisme
Chronologie du catholicisme
- 2000
- 2001
- 2002
- 2003
- 2004
- 2005
- 2006
- 2007
- 2008

Cet article présente les faits marquants de l'année 2004 dans le catholicisme.

## Évènements
- 16 mai : canonisation de Louis Orione, Hannibal Marie Di Francia, Joseph Manyanet y Vives, Nimatullah Kassab Al-Hardini, Paule Élisabeth Cerioli et Jeanne Beretta Molla.
- 5 juin : voyage apostolique du pape en Suisse.
- 14 et 15 août : voyage apostolique du pape à Lourdes, dernier voyage de Jean-Paul II.
- 3 octobre : béatification de Pierre Vigne, Marie-Joseph Cassant et Charles d'Autriche.
- 10 au 17 octobre : congrès eucharistique international à Guadalajara (Mexique).

## Décès

### Janvier
- 2 novembre : Maurice Pourchet, prélat français, évêque de Saint-Flour (° 2 novembre 1906)
- 7 janvier : Léonce-Albert Van Peteghem, prélat belge, évêque de Gand (° 7 octobre 1916)
- 15 janvier : Ambroise-Marie Carré, prêtre dominicain, résistant et écrivain français, membre de l'Académie française (° 25 juillet 1908)

### Février
- 9 février : Opilio Rossi, cardinal italien de la Curie (° 14 mai 1910)
- 10 février : Timothée Pirigisha Mukombe, prélat congolais, évêque de Kasongo (° 30 avril 1920)
- 29 février : Jean-Baptiste Ama, prélat camerounais, évêque d'Ebolowa-Kribi (° 20 août 1926)

### Mars
- 5 mars : Stanisław Musiał, prêtre jésuite, théologien et philosophe polonais, engagé dans la dialogue judéo-chrétien (° 1er mai 1938)
- 10 mars : Helmut Reckter (de), prélat allemand, évêque de Chinhoyi (en) (° 24 novembre 1933)
- 13 mars : Franz König, cardinal autrichien de la Curie (° 3 août 1905)
- 31 mars : Luigi Agustoni, prêtre et musicologue suisse (° 16 janvier 1917)

### Avril
- 2 avril : Guillaume-Marie van Zuylen, prélat belge, évêque de Liège (° 4 janvier 1910)
- 26 avril : Barthélemy Batantu, prélat congolais, archevêque de Brazzaville (° 14 juillet 1925)

### Mai
- 18 mai : Hyacinthe Thiandoum, premier cardinal sénégalais, archevêque de Dakar (° 2 février 1921)
- 20 mai : Hubert Michon, prélat français, archevêque de Rabat (° 2 juin 1927)

### Juin
- 1er juin : Michel Gagnon, prélat et missionnaire canadien, évêque de Laghouat (° 23 mars 1933)
- 7 juin : André Lesouëf, prêtre et missionnaire français, préfet apostolique de Kompong Cham (° 26 mars 1918)
- 11 juin : Henri Gufflet, prélat français, évêque de Limoges, précédemment évêque titulaire de Calama (de) (° 25 mai 1913)
- 18 juin : Rolland Brunelle, prêtre et musicien québécois, accusé d'abus sexuels (° 29 mai 1911)

### Juillet
- 4 juillet : Henri Derouet, prélat français, évêque d'Arras (° 28 novembre 1922)

### Août
- 25 août : Marcelo González Martín, cardinal espagnol, archevêque de Tolède (° 16 janvier 1918)

### Septembre
- 25 septembre : Michael Davies, enseignant et catholique traditionaliste britannique (° 13 mars 1936)

### Octobre
- 7 octobre : Guillaume de Bertier de Sauvigny, prêtre eudiste et historien français (° 21 mars 1912)
- 14 octobre : Juan Francisco Fresno, cardinal chilien, archevêque de Santiago (° 26 juillet 1914)
- 22 octobre : Louis Bouyer, théologien français, pasteur protestant puis prêtre catholique (° 17 février 1913)
- 24 octobre : James Hickey, cardinal américain, archevêque de Washington (° 11 octobre 1920)
- 29 octobre : Clément Morin, professeur, chef de chœur, paléographe, grégorianiste et théologien québécois (° 2 novembre 1907)

### Novembre
- 2 novembre : Gustaaf Joos, cardinal et enseignant belge (° 5 juillet 1923)
- 14 novembre : Pierre Jounel, prêtre, théologien et liturgiste français (° 16 juillet 1914)
- 17 novembre : Jean Potin, prêtre assomptionniste, auteur et journaliste français (° 16 juillet 1931)
- 18 novembre : Juan Carlos Aramburu, cardinal argentin, archevêque de Buenos Aires (° 11 février 1912)
- 20 novembre : Gianfranco Chiti, général italien devenu prêtre franciscain, serviteur de Dieu (° 6 mai 1921)

### Décembre
- 20 décembre : Pierre-Marie Gy, prêtre dominicain, théologien, liturgiste et universitaire français (° 19 octobre 1922)
- 28 décembre : Jacques Dupuis, prêtre jésuite, missionnaire et théologien belge (° 5 décembre 1923)
- 31 décembre : Charles-Auguste-Marie Paty, prélat français, évêque de Luçon (° 10 février 1916)